# Ferma (sezonul 4)
Ferma 4 (cunoscut și ca 
Ferma. Un nou început) este al patrulea sezon al emisiunii de televiziune Ferma (Ferma vedetelor). Acest sezon a debutat pe 29 ianuarie 2019, la Pro TV, și s-a încheiat pe 23 mai 2019.

## Format
18 concurenți intră în concurs pentru șansa de a câștiga 50.000 euro. În fiecare săptămână este ales un fermier-șef, care la rândul lui nomilalizează doi concurenți (un bărbat și o femeie) ca fiind Servitori, apoi, tot fermierul-șef, trebuie să aleagă care dintre Servitori va merge la luptă, iar persoana aleasă trebuie să decidă a doua persoană cu care se va lupta (de același sex) și tipul de luptă. Câștigătorul trebuie să câștige 2 din 3 lupte, iar cel care pierde este eliminat din concurs.

## Concurenți
| Nume                | Ocupație              | Varsta | Debut                   | Stare                        | Loc |
| ------------------- | --------------------- | ------ | ----------------------- | ---------------------------- | --- |
| Marius Crăciun      | Manager vânzări       | 23     | Săptămâna 1             | CÂȘTIGĂTOR                   | 1   |
| Cătălin Moroșanu    | Luptător kickboxing   | 34     | Săptămâna 1             | Eliminat (Săptămâna 17)      | 2   |
| Cătălin Zmărăndescu | Luptător kickboxing   | 46     | Săptămâna 11            | Eliminat (Săptămâna 17)      | 3   |
| Otniela Sandu       | Jurnalistă            | 30     | Săptămâna 7 (În cabană) | Eliminată (Săptămâna 17)     | 4   |
| Florin Pastramă     | Antreprenor           | 42     | Săptămâna 7 (În cabană) | Eliminat (Săptămâna 17)      | 5   |
| Diana Belbiță       | Luptătoare MMA        | 23     | Săptămâna 1             | Eliminată (Săptămâna 17)     | 6   |
| Brigitte Năstase    | Antreprenoare         | 42     | Săptămâna 1             | Eliminată (Săptămâna 15)     | 8   |
| Matei Negrescu      | Model/Actor           | 35     | Săptămâna 12            | Eliminat (Săptămâna 14)      | 9   |
| Kamara Ghedi        | Cântăreț pop          | 43     | Săptămâna 7 (În cabană) | Eliminat (Săptămâna 14)      | 10  |
| Otilia              | Popstar internațional | 26     | Săptămâna 7 (În cabană) | Eliminată (Săptămâna 13)     | 11  |
| Silviu Țolu         | Model internațional   | 27     | Săptămâna 1             | Eliminată (Săptămâna 12)     | 12  |
| Geanina Ilieș       | Reporter              | 34     | Săptămâna 7 (În cabană) | Eliminată (Săptămâna 11)     | 13  |
| Ioana Filimon       | Miss România          | 28     | Săptămâna 1/12          | Eliminată (Săptămana 16)     | 7   |
| Paula Pavel         | Makeup artist         | 38     | Săptămâna 10            | Descalificată (Săptămâna 10) | 14  |
| Remus Boroiu        | Nutriționist          | 30     | Săptămâna 1             | Eliminat (Săptămâna 9)       | 15  |
| Vali Bărbulescu     | Artist                | 42     | Săptămâna 7 (În cabană) | Eliminat (Săptămâna 8)       | 16  |
| Claudia Pavel       | Cantareata pop        | 34     | Săptămâna 1             | Eliminată (Săptămâna 5)      | 17  |
| Carmen Negoiță      | Lifestyle blogger     | 37     | Săptămâna 1             | Eliminată (Săptămâna 4)      | 18  |
| Jorge               | Cântăreț              | 36     | Săptămâna 1             | Eliminat (Săptămâna 3)       | 19  |
| Emil Rengle         | Coregraf              | 29     | Săptămâna 1             | Eliminat (Săptămâna 2)       | 20  |
| Ame Călin           | Absolventă medicină   | 25     | Săptămâna 1             | Eliminată (Săptămâna 1)      | 21  |

## Rezultatele săptămânii
| #                                                   | Săptămâna 1               | Săptămâna 2               | Săptămâna 3               | Săptămâna 4               | Săptămâna 5               | Săptămâna 6               | Săptămâna 7               | Săptămâna 8               | Săptămâna 9               | Săptămâna 10             | Săptămâna 11                 | Săptămâna 12                 | Săptămâna 13                 | Săptămâna 14                 | Săptămâna 15                                             | Săptămâna 16                                             | Săptămâna 17                                             | Săptămâna 17                                              |
| --------------------------------------------------- | ------------------------- | ------------------------- | ------------------------- | ------------------------- | ------------------------- | ------------------------- | ------------------------- | ------------------------- | ------------------------- | ------------------------ | ---------------------------- | ---------------------------- | ---------------------------- | ---------------------------- | -------------------------------------------------------- | -------------------------------------------------------- | -------------------------------------------------------- | --------------------------------------------------------- |
| Fermierul săptămânii                                | Brigitte                  | Carmen                    | Claudia                   | Remus                     | Cătălin                   | Diana                     | Remus                     | Cătălin                   | Silviu                    | Marius                   | Diana                        | Cătălin Z.                   | Cătălin M.                   | Marius                       | Ioana                                                    | Otniela                                                  | Marius                                                   | Marius                                                    |
| Servitori (Nominalizați)                            | Jorge și Ame              | Emil și Brigitte          | Jorge și Ioana            | Silviu și Ioana           | Marius și Claudia         | Silviu și Ioana           | Florin și Otilia          | Vali și Brigitte          | Kamara și Otilia          | Silviu și Ioana          | Florin și Brigitte           | Silviu și Diana              | Marius și Diana              | Matei și Otniela             | Florin și Brigitte                                       | Florin și Diana                                          | Florin și Otniela                                        | Florin și Otniela                                         |
|                                                     |                           |                           |                           |                           |                           |                           |                           |                           |                           |                          |                              |                              |                              |                              |                                                          |                                                          |                                                          |                                                           |
| Marius                                              |                           |                           |                           |                           | Servitor                  |                           |                           |                           |                           | Fermierul săptămânii     |                              |                              | Servitor                     | Fermierul săptămânii         |                                                          |                                                          | Fermierul săptămânii                                     | CÂȘTIGĂTOR                                                |
| Cătălin M.                                          |                           |                           |                           |                           | Fermierul săptămânii      |                           |                           | Fermierul săptămânii      |                           |                          |                              |                              | Fermierul săptămânii         |                              |                                                          |                                                          |                                                          | Eliminat (Săptămâna 17 - Finala)                          |
| Cătălin Z.                                          | Introdus în Săptămâna 11  | Introdus în Săptămâna 11  | Introdus în Săptămâna 11  | Introdus în Săptămâna 11  | Introdus în Săptămâna 11  | Introdus în Săptămâna 11  | Introdus în Săptămâna 11  | Introdus în Săptămâna 11  | Introdus în Săptămâna 11  | Introdus în Săptămâna 11 |                              | Fermierul săptămânii         |                              |                              |                                                          |                                                          |                                                          | Eliminat (Săptămâna 17 - Semifinala)                      |
| Otniela                                             | În cabană                 | În cabană                 | În cabană                 | În cabană                 | În cabană                 | În cabană                 |                           |                           |                           |                          |                              |                              |                              | Servitoare                   | Duelistă                                                 | Fermierul săptămânii                                     | Servitoare                                               | Eliminată (Săptămâna 17 - Semifinala)                     |
| Florin                                              | În cabană                 | În cabană                 | În cabană                 | În cabană                 | În cabană                 | În cabană                 | Servitor                  |                           |                           |                          | Servitor                     |                              |                              | Duelist                      | Servitor                                                 | Servitor                                                 | Servitor                                                 | Eliminat (Săptămâna 17 - Semifinala)                      |
| Diana                                               |                           |                           |                           |                           |                           | Fermierul săptămânii      |                           |                           |                           |                          | Fermierul săptămânii         | Servitoare                   | Servitoare Duelistă          |                              |                                                          | Servitoare Duelistă                                      |                                                          | Eliminată prin duelul alegerii fermierului (Săptămâna 17) |
| Ioana                                               |                           |                           | Servitoare                | Servitoare Duelistă       |                           | Servitoare Duelistă       | Duelistă                  |                           |                           | Servitoare Duelistă      | Eliminată (Săptămâna 10)     |                              |                              |                              | Fermierul săptămânii                                     | Duelistă                                                 | Eliminată (Săptămâna 16)                                 | Eliminată (Săptămâna 16)                                  |
| Brigitte                                            | Fermierul săptămânii      | Servitoare                |                           |                           | Duelistă                  | Duelistă                  |                           | Servitoare                |                           |                          | Servitoare Duelistă          |                              |                              |                              | Servitoare Duelistă                                      | Eliminată (Săptămâna 15)                                 | Eliminată (Săptămâna 15)                                 | Eliminată (Săptămâna 15)                                  |
| Matei                                               | Introdus în Săptămâna 12  | Introdus în Săptămâna 12  | Introdus în Săptămâna 12  | Introdus în Săptămâna 12  | Introdus în Săptămâna 12  | Introdus în Săptămâna 12  | Introdus în Săptămâna 12  | Introdus în Săptămâna 12  | Introdus în Săptămâna 12  | Introdus în Săptămâna 12 | Introdus în Săptămâna 12     |                              |                              | Servitor Duelist             | Eliminat (Săptămâna 14)                                  | Eliminat (Săptămâna 14)                                  | Eliminat (Săptămâna 14)                                  | Eliminat (Săptămâna 14)                                   |
| Kamara                                              | În cabană                 | În cabană                 | În cabană                 | În cabană                 | În cabană                 | În cabană                 |                           |                           | Servitor Duelist          |                          |                              | Duelist                      |                              |                              | Eliminat prin duelul alegerii fermierului (Săptămâna 14) | Eliminat prin duelul alegerii fermierului (Săptămâna 14) | Eliminat prin duelul alegerii fermierului (Săptămâna 14) | Eliminat prin duelul alegerii fermierului (Săptămâna 14)  |
| Otilia                                              | În cabană                 | În cabană                 | În cabană                 | În cabană                 | În cabană                 | În cabană                 | Servitoare Duelistă       |                           | Servitoare                |                          |                              |                              | Duelistă                     | Eliminată (Săptămâna 13)     | Eliminată (Săptămâna 13)                                 | Eliminată (Săptămâna 13)                                 | Eliminată (Săptămâna 13)                                 | Eliminată (Săptămâna 13)                                  |
| Silviu                                              |                           |                           | Duelist                   | Servitor                  |                           | Servitor                  |                           | Duelist                   | Fermierul săptămânii      | Servitor                 |                              | Servitor Duelist             | Eliminat (Săptămâna 12)      | Eliminat (Săptămâna 12)      | Eliminat (Săptămâna 12)                                  | Eliminat (Săptămâna 12)                                  | Eliminat (Săptămâna 12)                                  | Eliminat (Săptămâna 12)                                   |
| Geanina                                             | În cabană                 | În cabană                 | În cabană                 | În cabană                 | În cabană                 | În cabană                 |                           |                           |                           | Duelistă                 | Duelistă                     | Eliminată (Săptămâna 11)     | Eliminată (Săptămâna 11)     | Eliminată (Săptămâna 11)     | Eliminată (Săptămâna 11)                                 | Eliminată (Săptămâna 11)                                 | Eliminată (Săptămâna 11)                                 | Eliminată (Săptămâna 11)                                  |
| Paula                                               | Introdusă în Săptămâna 10 | Introdusă în Săptămâna 10 | Introdusă în Săptămâna 10 | Introdusă în Săptămâna 10 | Introdusă în Săptămâna 10 | Introdusă în Săptămâna 10 | Introdusă în Săptămâna 10 | Introdusă în Săptămâna 10 | Introdusă în Săptămâna 10 |                          | Descalificată (Săptămâna 10) | Descalificată (Săptămâna 10) | Descalificată (Săptămâna 10) | Descalificată (Săptămâna 10) | Descalificată (Săptămâna 10)                             | Descalificată (Săptămâna 10)                             | Descalificată (Săptămâna 10)                             | Descalificată (Săptămâna 10)                              |
| Remus                                               |                           |                           |                           | Fermierul săptămânii      |                           |                           | Fermierul săptămânii      |                           | Duelist                   | Eliminat (Săptămâna 9)   | Eliminat (Săptămâna 9)       | Eliminat (Săptămâna 9)       | Eliminat (Săptămâna 9)       | Eliminat (Săptămâna 9)       | Eliminat (Săptămâna 9)                                   | Eliminat (Săptămâna 9)                                   | Eliminat (Săptămâna 9)                                   | Eliminat (Săptămâna 9)                                    |
| Vali                                                | În cabană                 | În cabană                 | În cabană                 | În cabană                 | În cabană                 | În cabană                 |                           | Servitor Duelist          | Eliminat (Săptămâna 8)    | Eliminat (Săptămâna 8)   | Eliminat (Săptămâna 8)       | Eliminat (Săptămâna 8)       | Eliminat (Săptămâna 8)       | Eliminat (Săptămâna 8)       | Eliminat (Săptămâna 8)                                   | Eliminat (Săptămâna 8)                                   | Eliminat (Săptămâna 8)                                   | Eliminat (Săptămâna 8)                                    |
| Claudia                                             | Duelistă                  |                           | Fermierul săptămânii      |                           | Servitoare Duelista       | Eliminată (Săptămâna 5)   | Eliminată (Săptămâna 5)   | Eliminată (Săptămâna 5)   | Eliminată (Săptămâna 5)   | Eliminată (Săptămâna 5)  | Eliminată (Săptămâna 5)      | Eliminată (Săptămâna 5)      | Eliminată (Săptămâna 5)      | Eliminată (Săptămâna 5)      | Eliminată (Săptămâna 5)                                  | Eliminată (Săptămâna 5)                                  | Eliminată (Săptămâna 5)                                  | Eliminată (Săptămâna 5)                                   |
| Carmen                                              |                           | Fermierul săptămânii      |                           | Duelistă                  | Eliminată (Săptămâna 4)   | Eliminată (Săptămâna 4)   | Eliminată (Săptămâna 4)   | Eliminată (Săptămâna 4)   | Eliminată (Săptămâna 4)   | Eliminată (Săptămâna 4)  | Eliminată (Săptămâna 4)      | Eliminată (Săptămâna 4)      | Eliminată (Săptămâna 4)      | Eliminată (Săptămâna 4)      | Eliminată (Săptămâna 4)                                  | Eliminată (Săptămâna 4)                                  | Eliminată (Săptămâna 4)                                  | Eliminată (Săptămâna 4)                                   |
| Jorge                                               | Servitor                  | Duelist                   | Servitor Duelist          | Eliminat (Săptămâna 3)    | Eliminat (Săptămâna 3)    | Eliminat (Săptămâna 3)    | Eliminat (Săptămâna 3)    | Eliminat (Săptămâna 3)    | Eliminat (Săptămâna 3)    | Eliminat (Săptămâna 3)   | Eliminat (Săptămâna 3)       | Eliminat (Săptămâna 3)       | Eliminat (Săptămâna 3)       | Eliminat (Săptămâna 3)       | Eliminat (Săptămâna 3)                                   | Eliminat (Săptămâna 3)                                   | Eliminat (Săptămâna 3)                                   | Eliminat (Săptămâna 3)                                    |
| Emil                                                |                           | Servitor Duelist          | Eliminat (Săptămâna 2)    | Eliminat (Săptămâna 2)    | Eliminat (Săptămâna 2)    | Eliminat (Săptămâna 2)    | Eliminat (Săptămâna 2)    | Eliminat (Săptămâna 2)    | Eliminat (Săptămâna 2)    | Eliminat (Săptămâna 2)   | Eliminat (Săptămâna 2)       | Eliminat (Săptămâna 2)       | Eliminat (Săptămâna 2)       | Eliminat (Săptămâna 2)       | Eliminat (Săptămâna 2)                                   | Eliminat (Săptămâna 2)                                   | Eliminat (Săptămâna 2)                                   | Eliminat (Săptămâna 2)                                    |
| Ame                                                 | Servitoare Duelistă       | Eliminată (Săptămâna 1)   | Eliminată (Săptămâna 1)   | Eliminată (Săptămâna 1)   | Eliminată (Săptămâna 1)   | Eliminată (Săptămâna 1)   | Eliminată (Săptămâna 1)   | Eliminată (Săptămâna 1)   | Eliminată (Săptămâna 1)   | Eliminată (Săptămâna 1)  | Eliminată (Săptămâna 1)      | Eliminată (Săptămâna 1)      | Eliminată (Săptămâna 1)      | Eliminată (Săptămâna 1)      | Eliminată (Săptămâna 1)                                  | Eliminată (Săptămâna 1)                                  | Eliminată (Săptămâna 1)                                  | Eliminată (Săptămâna 1)                                   |
|                                                     |                           |                           |                           |                           |                           |                           |                           |                           |                           |                          |                              |                              |                              |                              |                                                          |                                                          |                                                          |                                                           |
| Primul nominalizat (De către fermier)               | Ame                       | Emil                      | Jorge                     | Ioana                     | Claudia                   | Ioana                     | Otilia                    | Vali                      | Kamara                    | Ioana                    | Brigitte                     | Silviu                       | Diana                        | Matei                        | Brigitte                                                 | Diana                                                    | -                                                        | -                                                         |
| Al doilea nominalizat (De către primul nominalizat) | Claudia                   | Jorge                     | Silviu                    | Carmen                    | Brigitte                  | Brigitte                  | Ioana                     | Silviu                    | Remus                     | Geanina                  | Geanina                      | Kamara                       | Otilia                       | Florin                       | Otniela                                                  | Ioana                                                    | -                                                        | -                                                         |
| Eliminat                                            | Ame                       | Emil                      | Jorge                     | Carmen                    | Claudia                   | Brigitte (salvată)        | Otilia (salvată)          | Vali                      | Remus                     | Ioana (revine)           | Geanina                      | Silviu                       | Otilia                       | Matei                        | Brigitte                                                 | Ioana                                                    | Semifinala Florin Otniela Cătălin Z.                     | Finala Cătălin M.                                         |

## Mersul jocului
| Săptămâna       | Femierul săptămânii | Eliminat prin duelul alegerii fermierului | Servitori          | Primul duelist                                  | Al doilea duelist                               | Câștigător           | Pierzător                   |
| --------------- | ------------------- | ----------------------------------------- | ------------------ | ----------------------------------------------- | ----------------------------------------------- | -------------------- | --------------------------- |
| 1               | Brigitte            | -                                         | Jorge și Ame       | Ame                                             | Claudia                                         | Claudia              | Ame                         |
| 2               | Carmen              | -                                         | Emil și Brigitte   | Emil                                            | Jorge                                           | Jorge                | Emil                        |
| 3               | Claudia             | -                                         | Jorge și Ioana     | Jorge                                           | Silviu                                          | Silviu               | Jorge                       |
| 4               | Remus               | -                                         | Silviu și Ioana    | Ioana                                           | Carmen                                          | Ioana                | Carmen                      |
| 5               | Cătălin M.          | -                                         | Marius și Claudia  | Claudia                                         | Brigitte                                        | Brigitte             | Claudia                     |
| 6               | Diana               | -                                         | Silviu și Ioana    | Ioana                                           | Brigitte                                        | Ioana                | Brigitte (salvată)          |
| 7               | Remus               | -                                         | Florin și Otilia   | Otilia                                          | Ioana                                           | Ioana                | Otilia (salvată)            |
| 8               | Cătălin M.          | -                                         | Vali și Brigitte   | Vali                                            | Silviu                                          | Silviu               | Vali                        |
| 9               | Silviu              | -                                         | Kamara și Otilia   | Kamara                                          | Remus                                           | Kamara               | Remus                       |
| 10              | Marius              | -                                         | Silviu și Ioana    | Ioana                                           | Geanina                                         | Geanina              | Ioana (revine)              |
| 11              | Diana               | -                                         | Florin și Brigitte | Brigitte                                        | Geanina                                         | Brigitte             | Geanina                     |
| 12              | Cătălin Z.          | -                                         | Silviu și Diana    | Silviu                                          | Kamara                                          | Kamara               | Silviu                      |
| 13              | Cătălin M.          | -                                         | Marius și Diana    | Diana                                           | Otilia                                          | Diana                | Otilia                      |
| 14              | Marius              | Kamara                                    | Matei și Otniela   | Matei                                           | Florin                                          | Florin               | Matei                       |
| 15              | Ioana               | -                                         | Florin și Brigitte | Brigitte                                        | Otniela                                         | Otniela              | Brigitte                    |
| 16              | Otniela             | -                                         | Florin și Diana    | Diana                                           | Ioana                                           | Diana                | Ioana                       |
| 17 - Semifinala | Marius              | Diana                                     | Florin și Otniela  | Cătălin M., Cătălin Z., Florin, Marius, Otniela | Cătălin M., Cătălin Z., Florin, Marius, Otniela | Cătălin M. și Marius | Florin, Otniela, Cătălin Z. |
| 17 - Finala     | Marius              | Diana                                     | Florin și Otniela  | Cătălin M. și Marius                            | Cătălin M. și Marius                            | Marius               | Cătălin M.                  |